# Болівар (футбольний клуб)
«Боліва́р» (ісп. «Club Bolívar») — болівійський футбольний клуб з Ла-Паса. Заснований 12 квітня 1925 року.

## Досягнення
- Чемпіон Болівії (26): 1950, 1953, 1956, 1966, 1968, 1976, 1978, 1982, 1983, 1985, 1987, 1988, 1991, 1992, 1994, 1996, 1997, 2002, 2004-A, 2005-Ад, 2006-К, 2009-A, 2011-Ад, 2013-К, 2015-A, 2015-К
- Володар Копа Аеросур (2): 2009, 2010
- Володар кубка Болівії (4): 1979, 1989, 1990, 2001